# Dennis Heussner
Dennis Norman Heussner (ur. 20 października 1943 w Albury) – australijski kajakarz, olimpijczyk.
Reprezentował Australię na Letnich Igrzyskach Olimpijskich 1972, które odbyły się w Monachium. Następnie uczestniczył w Letnich Igrzyskach Olimpijskich 1976 w Montrealu.